# アルシャン市
アルシャン市（アルシャンし、モンゴル語：ᠷᠠᠰᠢᠶᠠᠨ
ᠬᠣᠲᠠ　転写：Rasiyan qota、中国語：阿尔山市）は、中華人民共和国内モンゴル自治区ヒンガン盟に位置する県級市。

## 地理
アルシャン市はモンゴル自治区ヒンガン盟北部に位置する。大興安嶺山脈南麓に位置し、スキーが盛んな地域である。東はジャラントン市及びジャライド旗、南はホルチン右翼前旗、北は新バルグ左旗及びオロチョン自治旗、西はモンゴルと国境を接している。
火山、花崗岩の山、泉、火山湖、河川、亀甲状の溶岩堆積物が多数点在するため、2017年にユネスコ世界ジオパークに指定される。

## 歴史
元来はホルチン右前旗の一部であったアルシャン市域は1992年10月にアルシャン経済開発区に指定され、1996年6月に県級市に昇格した。

## 行政区画
4ジュール・ゴドムジ（街道）、4バルガス（鎮）を管轄：
- 街道弁事処：林海街道、新城街道、温泉街道、ヤルス・ジュール・ゴドムジ（伊爾施街道）
- バルガス（鎮）：天池鎮、白狼鎮、五岔溝鎮、明水河鎮

## 交通
中国とモンゴルの間の交通の要衝となっている。アジアハイウェイ計画では4号線の通過地点とされ、ユーラシア大陸を結ぶ大動脈として期待されている。

### 航空
- アルシャン・ヤルス空港（中国語版）

### 鉄道
アルシャン駅が1937年に建設された。白阿線でウランホト市・白城市と結ばれている。
現在は、伊阿線でハイラル駅とも結ばれている。

### 道路
- 国道
  -  G331国道